# Kalmargruppen
Kalmargruppen (KAG) var en svensk militärdistriktsgrupp inom Hemvärnet som verkade i olika former åren 1998–2004. Förbandsledningen var förlagd vid Kalmar garnison i Kalmar.

## Historik
Inför försvarsbeslutet 1996 föreslog regeringen en ny försvarsområdesindelning, vilket innebar att tre försvarsområdesstaber inom Södra militärområdet (Milo S) skulle avvecklas senast den 31 december 1997. De tre staber som föreslogs för avveckling återfanns i Kalmar, Växjö och Ystad. Gällande staberna i Växjö och Kalmar föreslogs de tillsammans med staben i Eksjö att bilda ett gemensamt försvarsområde. Därmed avvecklades Kalmar regemente den 31 december 1997 och från den 1 januari 1998 kom Kalmar försvarsområde (Fo 18) att integreras i Jönköpings försvarsområde (Fo 17), som antog namnet Smålands försvarsområde (Fo 17). Som stöd till hemvärn och frivilligverksamheten inom Kalmar län och före detta Kalmar försvarsområde bildades försvarsområdesgruppen Kalmargruppen.
Som ett led i försvarsbeslutet 2000 avvecklades försvars- och militärområdena den 30 juni 2000 och från och med den 1 juli 2000 organiserades i dess ställe militärdistrikt. Därmed avvecklades bland annat Smålands försvarsområde (Fo 17). De nya militärdistrikten motsvarade geografiskt sett de gamla militärområdena. Den stora skillnaden var att militärdistrikten var den lägsta nivån där chefen var territoriellt ansvarig. Inom militärdistrikten organiserades militärdistriktsgrupper, i regel en för varje län. Då Kalmargruppen redan var organiserad inom Kalmar län kom den endast att organisatoriskt att överföras till Södra militärdistriktet (MD S) den 1 juli 2000.
I försvarsbeslutet 2004 beslutades att Kalmargruppen skulle upplösas och avvecklas den 31 december 2004. Från och med 1 januari 2005 övergick verksamheten till en avvecklingsorganisation, fram till att avvecklingen skulle vara slutförd senast den 30 juni 2006. Avvecklingsorganisationen upplöstes i sin tur den 30 juni 2005, då avvecklingen av förbandet var slutförd. Gruppens hemvärnsbataljoner, tillsammans med övriga frivilliga försvarsorganisationer inom länet, överfördes den 1 juli 2005 till Kronobergsgruppen, som antog namnet Kalmar och Kronobergsgruppen (KRAG). Från den 1 januari 2006 överfördes Kalmar och Kronobergsgruppen från Södra militärdistriktet (MD S) till Marinbasen (MarinB).

## Verksamhet
Chefen Kalmargruppen var direkt underställd chefen Södra militärdistriktet både vad gällde produktionsledning av hemvärnsförbanden samt insatsledning i Kalmar län. Kalmargruppen uppgifter var att utbilda, organisera och administrera hemvärnsförbanden i Kalmar län. Gruppen skulle vidare stödja frivilliga försvarsorganisationer samt vara beredd att leda insatser till stöd för samhället i övrigt.

## Ingående enheter
Vid nedläggningen organiserades fyra hemvärnsbataljoner; 
- Möre hemvärnsbataljon (Kalmar, Torsås, Nybro och Emmaboda kommuner)
- Ölands hemvärnsbataljon (Borgholms och Mörbylånga kommuner)
- Emådalens hemvärnsbataljon (Mönsterås, Oskarshamn och Högsby kommuner)
- Vimmerby-Tjusts hemvärnsbataljon (Vimmerby, Hultsfreds och Västerviks kommuner).

## Förläggningar och övningsplatser
När Kalmargruppen bildades förlades staben till den så kallade Robotkasernen vid Hangarvägen 21, på det före detta flottiljområdet i Kalmar. Namnet Robotkasernen är ett arv från den luftvärnsrobotdivision som verkade vid flygflottiljen åren 1965–1974. Kalmargruppen verkade vid flygplatsen fram till 2005.

## Heraldik och traditioner
Kalmargruppen ärvde heraldik och traditioner från Kalmar regemente. Förbandsmarschen ärvdes även den från Kalmar regemente, dock är den ursprungligen komponerad och tillägnad Kalmarbrigaden (IB 42). Inför att gruppen skulle upplösas och avvecklas, hölls en ceremoni i juni 2005 i Kalmar där örlogskapten Joe Wilhelmsson överlämnade befälet och gruppens fana till överstelöjtnant Bengt-Göran Svensson vid Kronobergsgruppen.

## Förbandschefer
- 1998–1998: Överstelöjtnant Torbjörn Segelod
- 1998–2000: Överstelöjtnant Göran Magnusson
- 2000–2005: Örlogskapten Joe Wilhelmsson
- 2005–2006: Major Per Gunnarsson (C AO KAG)

## Namn, beteckning och förläggningsort
| Kalmargruppen                   | 1998-01-01 | – | 2004-12-31 |
| Avvecklingsområde Kalmargruppen | 2005-01-01 | – | 2005-06-30 |

| okänt | 1998-01-01 | – | 2000-06-30 |
| KAG   | 2000-07-01 | – | 2004-12-31 |

| Kalmar garnison (F) | 2000-07-01 | – | 2005-06-30 |